# Episodi di Crescere, che fatica! (terza stagione)
La terza stagione della serie televisiva Crescere, che fatica! è stata trasmessa in anteprima negli Stati Uniti d'America dalla ABC tra il 22 settembre 1995 e il 17 maggio 1996.
| nº | Titolo originale                   | Titolo italiano | Prima TV USA      | Prima TV Italia |
| -- | ---------------------------------- | --------------- | ----------------- | --------------- |
| 1  | My Best Friend's Girl              |                 | 22 settembre 1995 |                 |
| 2  | The Double Lie                     |                 | 29 settembre 1995 |                 |
| 3  | What I Meant to Say                |                 | 13 ottobre 1995   |                 |
| 4  | He Said, She Said                  |                 | 20 ottobre 1995   |                 |
| 5  | Hometown Hero                      |                 | 27 ottobre 1995   |                 |
| 6  | This Little Piggy                  |                 | 3 novembre 1995   |                 |
| 7  | Truth and Consequences             |                 | 10 novembre 1995  |                 |
| 8  | Rave On                            |                 | 17 novembre 1995  |                 |
| 9  | The Last Temptation of Cory        |                 | 1º dicembre 1995  |                 |
| 10 | Train of Fools                     |                 | 15 dicembre 1995  |                 |
| 11 | City Slackers                      |                 | 5 gennaio 1996    |                 |
| 12 | The Grass Is Always Greener        |                 | 12 gennaio 1996   |                 |
| 13 | New Friends and Old                |                 | 19 gennaio 1996   |                 |
| 14 | A Kiss Is More Than a Kiss         |                 | 26 gennaio 1996   |                 |
| 15 | The Heart Is a Lonely Hunter       |                 | 2 febbraio 1996   |                 |
| 16 | Stormy Weather                     |                 | 9 febbraio 1996   |                 |
| 17 | The Pink Flamingo Kid              |                 | 16 febbraio 1996  |                 |
| 18 | Life Lessons                       |                 | 23 febbraio 1996  |                 |
| 19 | I Was a Teenage Spy                |                 | 26 aprile 1996    |                 |
| 20 | I Never Sang for My Legal Guardian |                 | 3 maggio 1996     |                 |
| 21 | The Happiest Show on Earth         |                 | 10 maggio 1996    |                 |
| 22 | Brother Brother                    |                 | 17 maggio 1996    |                 |